# Pingstförsamlingen i Jönköping
Pingstförsamlingen i Jönköping är en församling i Jönköping inom pingströrelsen som bildades den 2 maj 1924. Den har drygt 2 400 medlemmar och är därmed den svenska pingströrelsens tredje största församling. Församlingen har sin verksamhet i Jönköpings pingstkyrka som invigdes 1981.
Församlingen bildades ur Pingstförsamlingen i Huskvarna, som bildats 1918.
Ett berömt inslag är de årliga julkonserterna Klingande julkort.

## Församlingens pastorer
- Georg Gustafsson (1899–1983) från Värnamo var föreståndare för församlingen 1929–1937 och 1957–1967.[4]

- Ivar Johansson (1900–1967) från Kållandsö var också pastor i församlingen en tid.

- Bo Hörnberg (1920–2006) var verksam i församlingen under 20 år, varav 19 år som föreståndare. Under denna period ökade medlemsantalet från 1 650 till 2 400.[5]

- Norris Leffler (1930–1992) hade sin sista pastorstjänst i denna församling.
- Anders Sjöström (född 1937) var föreståndare från 1992.

- Pelle Hörnmark (född 1962) var föreståndare till 2009 då han blev ledare för hela Pingströrelsen, vars officiella namn är Pingst – fria församlingar i samverkan. Hörnmark arbetade elva år i församlingen.

- Chatrine Carlson (född 1961) var församlingens föreståndare 2009–2012.[6]

- Marcus Ardenfors (född 1976) är föreståndare sedan 2012. Han kom då från Eskilstuna. Han är son till Jack-Tommy Ardenfors mångårig föreståndare för Smyrnaförsamlingen i Göteborg.[7]